# Afslag Thunder Road
Afslag Thunder Road was een radioprogramma van BNNVARA. Tot eind 2015 was het programma te horen op NPO Radio 6. In 2019 wordt het programma uitgezonden op NPO 3FM KX. De presentatie is in handen van Dolf Jansen, alhoewel de eerste twee uitzendingen begin 2009 nog werden gepresenteerd door Leo Blokhuis.
Het programma dankt zijn naam aan het liedje Thunder Road van Bruce Springsteen (afkomstig van het album Born to Run). Het programma specialiseert zich met name in singer-songwriters, met een vleugje americana en country en popmuziek met een rafelig randje. Bekende artiesten die bijvoorbeeld aan bod komen zijn (behalve de reeds genoemde Bruce Springsteen) Bob Dylan, Joni Mitchell, Tom Waits, Ryan Adams en Ani DiFranco.